# エドワード・コドリントン
エドワード・コドリントン(英: Admiral Sir Edward Codrington GCB FRS, 1770年4月27日 - 1851年4月28日) は、ナポレオン戦争中のトラファルガー海戦やギリシャ独立戦争中のナヴァリノの海戦などで活躍したイギリス海軍大将。